# Amtsbezirk Urfahr
Der Amtsbezirk Urfahr war eine Verwaltungseinheit im Mühlviertel in Oberösterreich.
Der Amtsbezirk war der Kreisbehörde für den Mühlkreis, die sich in Linz befand, unterstellt und besorgte deren Amtsgeschäfte vor Ort. Die Zuständigkeit erstreckte sich neben Urfahr auf die damaligen Gemeinden Alberndorf, Altenberg, Engerwitzdorf, Gallneukirchen, Hellmonsödt, Katzbach, Lichtenberg, Pöstlingberg, Sonnberg und Steyregg. Damit umfasste er damals eine Stadt, 3 Märkte und 158 Dörfer.